# Academia Americana de Pediatria
A Academia Americana de Pediatria (AAP) foi fundada em 1930 por 35 médicos pediatras para trabalhar sobre as normas de saúde pediátricas. Tem atualmente 60 mil membros nos cuidados primários e áreas sub-especialistas. Pediatras qualificados podem se tornar membros da Academia.
A AAP é baseada em Elk Grove Village, Illinois, com um escritório em Washington, DC, a AAP tem aproximadamente 390 empregados que trabalham em prol da saúde das crianças.